# Episodi di Lassie (serie televisiva 1997) (seconda stagione)
La seconda stagione della serie televisiva Lassie è composta da 25 episodi, andati in onda in Canada nel 1998 e nel 1999.
| nº | Titolo originale            | Titolo italiano | Prima TV Canada | Prima TV Italia |
| -- | --------------------------- | --------------- | --------------- | --------------- |
| 01 | Dad's Watch                 |                 | 1998            |                 |
| 02 | Responsibility              |                 |                 |                 |
| 03 | Wild Goose Chase            |                 |                 |                 |
| 04 | Tale of the Noisy Ghost     |                 |                 |                 |
| 05 | Full Circle                 |                 |                 |                 |
| 06 | Chain Letter                |                 |                 |                 |
| 07 | Monkeyin' Around            |                 |                 |                 |
| 08 | Trains and Boats and Planes |                 |                 |                 |
| 09 | Manhunt                     |                 |                 |                 |
| 10 | Pet Therapy                 |                 |                 |                 |
| 11 | Amazing Grace               |                 |                 |                 |
| 12 | Mayor for a Day             |                 |                 |                 |
| 13 | Sam Dupree                  |                 |                 |                 |
| 14 | Mad Dog                     |                 |                 |                 |
| 15 | Hooky for Hockey            |                 |                 |                 |
| 16 | Fit to Print                |                 |                 |                 |
| 17 | The Good Neighbor           |                 |                 |                 |
| 18 | The Boy Who Cried Wolf      |                 |                 |                 |
| 19 | Secrets and Lies            |                 |                 |                 |
| 20 | New Dog in Town             |                 |                 |                 |
| 21 | Feathered Friends           |                 |                 |                 |
| 22 | Breakout!                   |                 |                 |                 |
| 23 | Bear Necessities            |                 |                 |                 |
| 24 | Graduation (1)              |                 |                 |                 |
| 25 | Graduation (2)              |                 |                 |                 |